# Ministerul Transporturilor și Infrastructurii (România)
Ministerul Transporturilor și Infrastructurii (MTI) este organul de specialitate al administrației publice centrale care stabilește politica în domeniul transporturilor la nivel național, elaborează strategia și reglementările specifice de dezvoltare și armonizare a activităților de transport în cadrul politicii generale a Guvernului și îndeplinește rolul de autoritate de stat în domeniul transporturilor. Înființat la data de 22 ianuarie 1862, sub denumirea "Ministerul Lucrărilor Publice", a fost condus de Dimitrie Cornea, primul ministru al transporturilor al României moderne
Ministerul Transporturilor reprezintă autoritatea de stat în domeniul transporturilor, pe care o exercită direct sau prin organisme tehnice specializate, instituții publice subordonate, unități care funcționează sub autoritatea ori coordonarea sa sau societăți comerciale autorizate. 
În mai 2008, Ministerul Transporturilor a demarat procedura pentru reorganizarea societăților ce vor fi listate la Bursa de Valori București. Cele opt societăți din subordinea ministerului care vor fi listate la Bursă sunt: Compania Națională Aeroportul Internațional Henri Coandă - București, Compania Națională Aeroportul Internațional București - Băneasa - Aurel Vlaicu, Aeroportul Internațional Mihail Kogălniceanu - Constanța, Aeroportul Internațional Timișoara - Traian Vuia, Administrația Canalelor Navigabile Constanța, Administrația Porturilor Dunării Maritime - Galați, Administrația Porturilor Maritime Constanța și Administrația Porturilor Dunării Fluviale - Giurgiu.
În prezent, ministru  transporturilor și infrastructurii este Ciprian-Constantin Șerban.
Număr de angajați:
- 2014:  372
- 2010: 438
- 2009: 894

## Miniștri
| Fotografie | Nume                                 | În funcție         | În funcție         | Durata mandatului            | Observații       |
| Fotografie | Nume                                 | Din                | Pâna la            | (ani, zile)                  | Observații       |
| ---------- | ------------------------------------ | ------------------ | ------------------ | ---------------------------- | ---------------- |
|            | Dimitrie A. Sturdza                  | 11 mai 1866        | 21 februarie 1867  | 0 ani, 286 zile              | Prima oară       |
|            | Dumitru C. Brătianu                  | 01 martie 1867     | 13 noiembrie 1867  | 0 ani, 257 zile              |                  |
|            | Panait Donici                        | 13 noiembrie 1867  | 16 noiembrie 1868  |                              |                  |
|            | Dimitrie Ghica                       | 16 noiembrie 1868  | 27 ianuarie 1870   | 1 an, 72 zile                |                  |
|            | Dimitrie Cozadini                    | 02 februarie 1870  | 18 aprilie 1870    | 0 ani, 75 zile               |                  |
|            | George Grigore Cantacuzino           | 20 aprilie 1870    | 14 decembrie 1870  | 0 ani, 238 zile              | Prima oară       |
|            | Dimitrie Berindei                    | 18 decembrie 1870  | 11 martie 1871     | 0 ani, 83 zile               |                  |
|            | Nicolae Krețulescu                   | 11 martie 1871     | 15 decembrie 1873  | 2 ani, 279 zile              |                  |
|            | George Grigore Cantacuzino           | 16 decembrie 1873  | 07 ianuarie 1875   | 1 an, 22 zile                | A doua oară      |
|            | Theodor Rosetti                      | 07 ianuarie 1875   | 30 martie 1876     | 1 an, 83 zile                |                  |
|            | Gherghel Tobias                      | 04 aprilie 1876    | 26 aprilie 1876    | 0 ani, 22 zile               |                  |
|            | Manolache Costache Epureanu          | 27 aprilie 1876    | 23 iulie 1876      | 0 ani, 87 zile               |                  |
|            | Dimitrie A. Sturdza                  | 24 iulie 1876      | 05 ianuarie 1877   | 0 ani, 165 zile              | A doua oară      |
|            | George D. Vernescu                   | 05 ianuarie 1877   | 19 ianuarie 1877   | 0 ani, 14 zile               |                  |
|            | Ioan Docan                           | 21 august 1877     | 25 martie 1878     | 0 ani, 216 zile              |                  |
|            | Petre Aurelian                       | 27 ianuarie 1877   | 20 august 1877     | 0 ani, 205 zile              | Prima oară       |
|            | Ion C. Brătianu                      | 26 martie 1878     | 24 noiembrie 1878  | 0 ani, 243 zile              | Prima oară       |
|            | Mihail Pherikide                     | 25 noiembrie 1878  | 10 iulie 1879      | 0 ani, 227 zile              |                  |
|            | Ion C. Brătianu                      | 11 iulie 1879      | 23 octombrie 1880  | 1 an, 135 zile               | A doua oară      |
|            | Nicolae Dabija                       | 24 octombrie 1880  | 31 iulie 1884      | 3 ani, 281 zile              |                  |
|            | Dimitrie A. Sturdza                  | 31 iulie 1884      | 02 februarie 1884  | 0 ani, 186 zile              | A treia oară     |
|            | Radu Mihai                           | 02 februarie 1885  | 28 aprilie 1887    | 2 ani, 85 zile               |                  |
|            | Petre Aurelian                       | 29 aprilie 1887    | 20 martie 1888     | 0 ani, 326 zile              | A doua oară      |
|            | Alexandru B. Știrbei                 | 23 martie 1886     | 11 noiembrie 1886  | 0 ani, 233 zile              |                  |
|            | Alexandru Marghiloman                | 12 noiembrie 1888  | 22 martie 1889     | 0 ani, 130 zile              | Prima oară       |
|            | Alexandru Lahovari                   | 29 martie 1889     | 03 noiembrie 1889  | 0 ani, 219 zile              |                  |
|            | Alexandru Marghiloman                | 05 octombrie 1889  | 15 noiembrie 1889  | 0 ani, 41 zile               | A doua oară      |
|            | Titu Maiorescu                       | 16 noiembrie 1889  | 15 februarie 1891  | 1 an, 91 zile                |                  |
|            | Constantin Olănescu                  | 21 februarie 1891  | 03 octombrie 1895  | 4 ani, 224 zile              |                  |
|            | Constantin I. Stoicescu              | 04 octombrie 1895  | 21 noiembrie 1896  | 1 an, 48 zile                | Prima oară       |
|            | Emanoil M. Porumbaru                 | 21 noiembrie 1896  | 26 martie 1897     | 0 ani, 125 zile              | Prima oară       |
|            | Ion I. C. Brătianu                   | 31 martie 1897     | 30 martie 1899     | 1 an, 364 zile               | Prima oară       |
|            | Constantin Istrati                   | 11 aprilie 1899    | 09 ianuarie 1900   | 0 ani, 273 zile              |                  |
|            | Ion C. Grădișteanu                   | 09 ianuarie 1900   | 13 februarie 1901  | 1 an, 35 zile                | Prima oară       |
|            | Ion I. C. Brătianu                   | 14 februarie 1901  | 18 iulie 1902      | 1 an, 154 zile               | A doua oară      |
|            | Constantin I. Stoicescu              | 18 iulie 1902      | 22 noiembrie 1902  | 0 ani, 127 zile              | A doua oară      |
|            | Dimitrie A. Sturdza                  | 22 noiembrie 1902  | 14 noiembrie 1903  | 0 ani, 357 zile              | A patra oară     |
|            | Emanoil M. Porumbaru                 | 14 noiembrie 1903  | 20 decembrie 1904  | 1 an, 36 zile                | A doua oară      |
|            | Ion C. Grădișteanu                   | 22 decembrie 1904  | 12 martie 1907     | 2 ani, 80 zile               | A doua oară      |
|            | Vasile G. Mortun                     | 12 martie 1907     | 28 decembrie 1910  | 0 ani, 291 zile              |                  |
|            | Barbu Ștefănescu Delavrancea         | 29 decembrie 1910  | 27 martie 1912     | 1 an, 89 zile                |                  |
|            | Emil A. Pangrati                     | 28 martie 1912     | 14 octombrie 1912  | 0 ani, 200 zile              |                  |
|            | Alexandru Bădărău                    | 14 octombrie 1912  | 31 decembrie 1913  | 1 an, 78 zile                |                  |
|            | Constantin Angelescu                 | 04 ianuarie 1914   | 10 decembrie 1916  | 2 ani, 341 zile              |                  |
|            | Dimitrie A. Grecianu                 | 11 decembrie 1916  | 26 ianuarie 1918   | 1 an, 46 zile                |                  |
|            | Ioan Culcer                          | 27 ianuarie 1918   | 27 februarie 1918  | 0 ani, 31 zile               |                  |
|            | Constantin Hârjeu                    | 6 martie 1918      | 25 martie 1918     | 0 ani, 19 zile               |                  |
|            | Nicolae Ghica-Comănești              | 26 martie 1918     | 24 octombrie 1918  | 0 ani, 212 zile              |                  |
|            | Anghel Saligny                       | 24 octombrie 1918  | 14 februarie 1919  | 0 ani, 113 zile              |                  |
|            | Alexandru C. Constantinescu          | 14 februarie 1919  | 27 septembrie 1919 | 0 ani, 225 zile              |                  |
|            | Ștefan Mihail                        | 27 septembrie 1919 | 28 noiembrie 1919  | 0 ani, 62 zile               |                  |
|            | Mihail Popovici                      | 01 decembrie 1919  | 13 martie 1920     | 0 ani, 103 zile              |                  |
|            | Gheorghe Văleanu                     | 13 martie 1920     | 13 februarie 1921  | 0 ani, 337 zile              | Prima oară       |
|            | Constantin Cihodaru                  | 17 decembrie 1921  | 17 ianuarie 1922   | 0 ani, 31 zile               |                  |
|            | Traian Moșoiu                        | 24 ianuarie 1922   | 29 octombrie 1923  | 1 an, 278 zile               |                  |
|            | Arthur Văitoianu                     | 30 octombrie 1923  | 27 martie 1926     | 2 ani, 148 zile              |                  |
|            | Gheorghe Văleanu                     | 30 martie 1926     | 04 iulie 1927      | 1 an, 96 zile                | A doua oară      |
|            | Constantin D. Dumitru                | 22 iulie 1926      | 03 noiembrie 1928  | 2 ani, 104 zile              |                  |
|            | Nicolae Alevra                       | 10 noiembrie 1928  | 11 mai 1929        | 0 ani, 182 zile              |                  |
|            | Virgil Madgearu                      | 11 mai 1929        | 15 octombrie 1929  | 0 ani, 157 zile              |                  |
|            | Voicu Nițescu                        | 15 octombrie 1929  | 14 noiembrie 1929  | 0 ani, 30 zile               | Prima oară       |
|            | Pantelimon Halippa                   | 14 noiembrie 1929  | 08 iulie 1930      | 0 ani, 236 zile              |                  |
|            | Mihail Manoilescu                    | 13 iunie 1930      | 08 octombrie 1930  | 0 ani, 117 zile              |                  |
|            | Voicu Nițescu                        | 10 octombrie 1930  | 04 aprilie 1931    | 0 ani, 176 zile              | A doua oară      |
|            | Victor Vâlcovici                     | 18 aprilie 1931    | 31 mai 1932        | 1 an, 43 zile                |                  |
|            | Ioan Gr. Periețeanu                  | 06 iunie 1932      | 10 august 1932     | 0 ani, 65 zile               |                  |
|            | Eduard Mirto                         | 11 august 1932     | 09 noiembrie 1933  | 1 an, 90 zile                |                  |
|            | Richard Franasovici                  | 14 noiembrie 1933  | 14 noiembrie 1937  | 4 ani, 0 zile                |                  |
|            | Ion C. Inculeț                       | 17 noiembrie 1937  | 28 decembrie 1937  | 0 ani, 41 zile               |                  |
|            | Virgil Potârcă                       | 29 decembrie 1937  | 10 februarie 1938  | 0 ani, 43 zile               |                  |
|            | Constantin Angelescu                 | 10 februarie 1938  | 30 martie 1938     | 0 ani, 48 zile               |                  |
|            | Mihail Ghelmegeanu                   | 30 martie 1938     | 23 noiembrie 1939  | 1 an, 238 zile               |                  |
|            | Ion Gigurtu                          | 24 noiembrie 1939  | 01 iunie 1940      | 0 ani, 190 zile              |                  |
|            | Ioan Macovei                         | 01 iunie 1940      | 14 noiembrie 1940  | 0 ani, 166 zile              |                  |
|            | Pompiliu Nicolau                     | 14 noiembrie 1940  | 24 noiembrie 1940  | 0 ani, 10 zile               |                  |
|            | Ion Protopopescu                     | 25 noiembrie 1940  | 21 ianuarie 1941   | 0 ani, 57 zile               |                  |
|            | Grigore Georgescu                    | 27 ianuarie 1941   | 12 iulie 1941      | 0 ani, 166 zile              |                  |
|            | Constantin Bușilă                    | 12 iulie 1941      | 07 octombrie 1943  | 2 ani, 87 zile               |                  |
|            | Constantin Al. (Atta) Constantinescu | 07 octombrie 1943  | 23 august 1944     | 0 ani, 321 zile              |                  |
|            | Constantin Eftimiu                   | 23 august 1944     | 07 noiembrie 1944  | 0 ani, 76 zile               |                  |
|            | Gheorghe Gheorghiu-Dej               | 07 noiembrie 1944  | 29 noiembrie 1946  | 2 ani, 22 zile               |                  |
|            | Nicolae Profiri                      | 29 noiembrie 1946  | 06 aprilie 1951    | 4 ani, 250 zile              |                  |
|            | Alexa Augustin                       | 06 aprilie 1951    | 28 decembrie 1953  | 2 ani, 266 zile              |                  |
|            | Ionel Diaconescu                     | 28 decembrie 1953  | 24 septembrie 1956 | 2 ani, 271 zile              |                  |
|            | Ion Cosma                            | 24 septembrie 1956 | 19 martie 1957     | 0 ani, 176 zile              |                  |
|            | Emil Bodnăraș                        | 20 martie 1957     | 27 aprilie 1959    | 2 ani, 38 zile               |                  |
|            | Dumitru Simulescu                    | 27 aprilie 1959    | 01 aprilie 1966    | 6 ani, 339 zile              |                  |
|            | Florian Dănălache                    | 01 aprilie 1966    | 19 august 1969     | 3 ani, 140 zile              | Prima oară       |
|            | Pavel Ștefan                         | 19 august 1969     | 11 februarie 1971  | 1 an, 176 zile               |                  |
|            | Florian Dănălache                    | 11 februarie 1971  | 13 octombrie 1972  | 1 an, 245 zile               | A doua oară      |
|            | Emil Drăgănescu                      | 13 octombrie 1972  | 27 februarie 1974  | 1 an, 137 zile               |                  |
|            | Traian Dudaș                         | 27 februarie 1974  | 24 octombrie 1979  | 5 ani, 239 zile              |                  |
|            | Vasile Bulucea                       | 24 octombrie 1979  | 09 august 1986     | 6 ani, 289 zile              |                  |
|            | Pavel Aron                           | 09 august 1986     | 03 ianuarie 1990   | 3 ani, 147 zile              |                  |
|            | Corneliu Burada                      | 03 ianuarie 1990   | 28 iunie 1990      | 0 ani, 176 zile              |                  |
|            | Doru Pană                            | 28 iunie 1990      | 30 aprilie 1991    | 0 ani, 306 zile              |                  |
|            | Traian Băsescu                       | 30 aprilie 1991    | 19 noiembrie 1992  | 1 an, 203 zile               | Prima oară       |
|            | Paul Teodoru                         | 19 noiembrie 1992  | 06 martie 1994     | 1 an, 107 zile               |                  |
|            | Aurel Novac                          | 06 martie 1994     | 30 noiembrie 1996  | 2 ani, 269 zile              |                  |
|            | Traian Băsescu                       | 12 decembrie 1996  | 12 februarie 1998  | 1 an, 62 zile                | A doua oară      |
|            | Anton Ionescu                        | 12 februarie 1998  | 16 aprilie 1998    | 0 ani, 63 zile               |                  |
|            | Traian Băsescu                       | 17 aprilie 1998    | 21 iunie 2000      | 2 ani, 65 zile               | A treia oară     |
|            | Anca Boagiu                          | 26 iunie 2000      | 28 decembrie 2000  | 0 ani, 185 zile              | Prima oară       |
|            | Miron Mitrea                         | 28 decembrie 2000  | 29 decembrie 2004  | 4 ani, 1 zi                  |                  |
|            | Gheorghe Dobre                       | 29 decembrie 2004  | 13 iunie 2006      | 1 an, 166 zile               |                  |
|            | Radu Berceanu                        | 13 iunie 2006      | 07 aprilie 2007    | 0 ani, 298 zile              | Prima oară       |
|            | Ludovic Orban                        | 07 aprilie 2007    | 29 decembrie 2008  | 1 an, 266 zile               |                  |
|            | Radu Berceanu                        | 29 decembrie 2008  | 03 septembrie 2010 | 1 an, 248 zile               | A doua oară      |
|            | Anca Boagiu                          | 03 septembrie 2010 | 09 februarie 2012  | 1 an, 159 zile               | A doua oară      |
|            | Alexandru Nazare                     | 09 februarie 2012  | 07 mai 2012        | 0 ani, 88 zile               |                  |
|            | Ovidiu Silaghi                       | 07 mai 2012        | 21 decembrie 2012  | 0 ani, 228 zile              |                  |
|            | Relu Fenechiu                        | 21 decembrie 2012  | 26 august 2013     | 0 ani, 248 zile              |                  |
|            | Ramona Mănescu                       | 26 august 2013     | 05 martie 2014     | 0 ani, 191 zile              |                  |
|            | Dan Șova                             | 05 martie 2014     | 24 iunie 2014      | 0 ani, 111 zile              |                  |
|            | Ioan Rus                             | 24 iunie 2014      | 16 iulie 2015      | 1 an, 22 zile                |                  |
|            | Iulian Matache                       | 16 iulie 2015      | 17 noiembrie 2015  | 0 ani, 124 zile              |                  |
|            | Dan Marian Costescu                  | 17 noiembrie 2015  | 07 iulie 2016      | 0 ani, 233 zile              |                  |
|            | Petru Sorin Bușe                     | 07 iulie 2016      | 4 ianuarie 2017    | 0 ani, 181 zile              |                  |
|            | Alexandru-Răzvan Cuc                 | 4 ianuarie 2017    | 17 octombrie 2017  | 286 zile                     | Primul mandat    |
|            | Felix Stroe                          | 17 octombrie 2017  | 29 ianuarie 2018   | 104 zile                     |                  |
|            | Lucian Șova                          | 29 ianuarie 2018   | 22 februarie 2019  | 1 an, 24 zile                |                  |
|            | Alexandru-Răzvan Cuc                 | 22 februarie 2019  | 6 noiembrie 2019   | 194 zile                     | Al doilea mandat |
|            | Lucian Nicolae Bode                  | 6 noiembrie 2019   | 23 decembrie 2020  | 1 an, 47 zile                |                  |
|            | Cătălin Drulă                        | 23 decembrie 2020  | 6 septembrie 2021  | 8 luni și 14 zile (257 zile) | Demisionat       |
|            | Dan Vîlceanu                         | 6 septembrie 2021  | 25 noiembrie 2021  | 2 luni și 19 zile            | Interimar        |
|            | Sorin Grindeanu                      | 25 noiembrie 2021  | Prezent            | 3 ani, 8 luni și 14 zile     |                  |

## Organizare
Unitățile care funcționează în subordinea Ministerului Transporturilor:
- Aeroclubul României
- Agenția Română de Salvare a Vieții Omenești pe Mare - ARSVOM
- Spitalul Clinic nr. 1 CF Witting București
- Spitalul General nr. 2 CF București
- Spitalul Clinic CF Iași
- Spitalul Clinic CF Cluj Napoca
- Spitalul Clinic CF Timișoara
- Spitalul General CF Ploiești
- Spitalul General CF Galați
- Spitalul Clinic CF Constanța
- Spitalul General CF Brașov
- Spitalul General CF Pașcani
- Spitalul General CF Simeria
- Spitalul Clinic CF Oradea
- Spitalul Clinic CF Craiova
- Spitalul General CF Sibiu
- Spitalul General CF Drobeta-Turnu Severin
- Clubul Sportiv "Rapid"
- Școala Superioară de Aviație Civilă
- Centrul Român pentru Pregătirea și Perfecționarea Personalului din Transporturi Navale - CERONAV
- Autoritatea Navală Română - ANR
- Autoritatea Feroviară Română - AFER
- Autoritatea de Siguranță Feroviară Română - ASFR[3]
- Autoritatea Rutieră Română - ARR
- Centrul Național de Calificare și Instruire Feroviară - CENAFER

Unități care funcționează sub autoritatea Ministerului Transporturilor:
- Societatea Națională a Căilor Ferate Române - SNCFR - RA
- Compania Națională de Căi Ferate CFR - S.A.
- S.N.T.F.C " CFR Călători" - S.A.
- S.N.T.F.M "CFR Marfă" - S.A.
- Societatea de Administrare Active Feroviare - "S.A.A.F." - S.A.
- S.C. "METROREX" - S.A.
- Compania Națională "Aeroportul Internațional Henri Coandă București " S.A.
- Compania Națională "Aeroportul Internațional București-Băneasa - Aurel Vlaicu " S.A.
- Aeroportul Internațional M. Kogălniceanu Constanța" - S.A.
- "Aeroportul Internațional Timișoara - Traian Vuia" - S.A.
- Regia Autonomă "Administrația Română a Serviciilor de Trafic Aerian - ROMATSA"
- Regia Autonomă "Autoritatea Aeronautică Civilă Română" - RA — RCAA
- S.C. "Compania Națională de Transporturi Aeriene Române - TAROM" - S.A.
- Compania Națională "Administrația Porturilor Maritime Constanța" S.A.
- Compania Națională "Administrația Canalelor Navigabile" S.A. Constanța
- Compania Națională de Radiocomunicații Navale "Radionav" S.A. Constanța
- Regia Autonomă "Administrația Fluvială a Dunării de Jos Galați" - RA
- Compania Națională "Administrația Porturilor Dunării Maritime" S.A. Galați
- Compania Națională "Administrația Porturilor Dunării Fluviale" S.A. Giurgiu
- Compania Națională de Autostrăzi și Drumuri Naționale din România-S.A.
- Regia Autonomă "Registrul Auto Român" - RAR
- Regia Autonomă "Administrația Zonei Libere Sulina"
- S.C. "Maritime Training Centre Television" - S.A. Constanța
- S.C. Institutul de Cercetări în Transporturi INCERTRANS SA
- S.C. STARD S.A. - Fetești
- S.C. VIA STAR SA
- Societatea Feroviară de Turism "S.F.T. - CFR SA"